# Déshydratation intracellulaire
 (décembre 2019).
Sa qualité peut être largement améliorée en utilisant un vocabulaire plus directement compréhensible.
Pour un article plus général, voir Déshydratation (médecine).
La déshydratation intracellulaire correspond à une diminution du volume cellulaire par perte d'eau depuis le secteur intracellulaire vers le secteur extracellulaire (interstitiel et vasculaire). La fuite d'eau est secondaire à une hyperosmolarité du secteur extracellulaire, celle-ci survient lors d'un déficit hydrique isolé, c'est-à-dire sans perte de sodium, on observe alors une hypernatrémie.

## Causes

### Apports en eau insuffisant
La personne ne ressent pas la soif (secondaire à une lésion cérébrale), ou n'a pas accès à l'eau.

### Diabète insipide
Il s'agit d'une perte d'eau sans perte de sel, le diabète insipide peut être d'origine centrale ou périphérique :
- le diabète insipide d'origine centrale est dû à une absence de sécrétion d'ADH (hormone anti-diurétique, nommée également vasopressine) par l'hypophyse, celle-ci peut être secondaire à un adénome hypophysaire, à une chirurgie cérébrale ou un traumatisme hyphophysaire, à une méningite, à un granulome hypophysaire, elle est souvent idiopathique ;
- le diabète insipide d'origine périphérique, ou néphrogénique, correspond quant à lui à une insensibilité du tube collecteur du rein à l'ADH. Il peut être causé par certains médicaments (le lithium notamment), par une insuffisance rénale chronique, par un syndrome de lever d'obstacle, par des désordres métaboliques (hypercalcémie et hypokaliémie), il est parfois héréditaire.

### Déshydratation globale (à la fois extra et intracellulaire)
Il y a alors à la fois une perte d'eau et de sel avec une perte en eau plus importante. Toutes les causes de déshydratation extracellulaire peuvent en être responsables.

## Diagnostic

### Clinique
On recherchera une sensation de soif intense chez le patient ainsi qu'une perte de poids modérée. A l'examen clinique on peut observer des muqueuses sèches (à rechercher à la face interne des joues), une hypotonie des globes oculaires ainsi que des troubles neurologiques.

L'atteinte neurologique varie en fonction du degré de déshydratation et représente un signe de gravité de celle-ci. Elle est peu spécifique, allant de la somnolence, la fièvre ou l'asthénie, jusqu'à des crises convulsives voire le coma.

### Examens complémentaires
Le diagnostic positif de déshydratation intracellulaire est fait grâce au ionogramme sanguin et la glycémie, afin de calculer l'osmolalité plasmatique (concentration en sodium*2+glycémie) qui est augmentée, supérieure à 300 mOsm/kg. On observe logiquement une hypernatrémie, supérieure à 145 mmol/L de sang.